# بطولة العالم للدراجات على المضمار 1927
بطولة العالم للدراجات على المضمار 1927 هي الدورة ال30 من بطولة العالم للدراجات على المضمار، أجريت في كولونيا، ألمانيا.

## النتائج النهائية
| المسابقة                              | ذهبية                | فضية               | برونزية               |
| ------------------------------------- | -------------------- | ------------------ | --------------------- |
| السرعة الفردية                        | لوسيان ميتشارد (FRA) | إرنست كوفمان (SUI) | Lucien Faucheux (FRA) |
| سباق مطاردة الدراجة النارية للمحترفين | فيكتور ينارت (BEL)   | Paul Krewer (GER)  | Walter Sawall (GER)   |